# Charles G. Morton

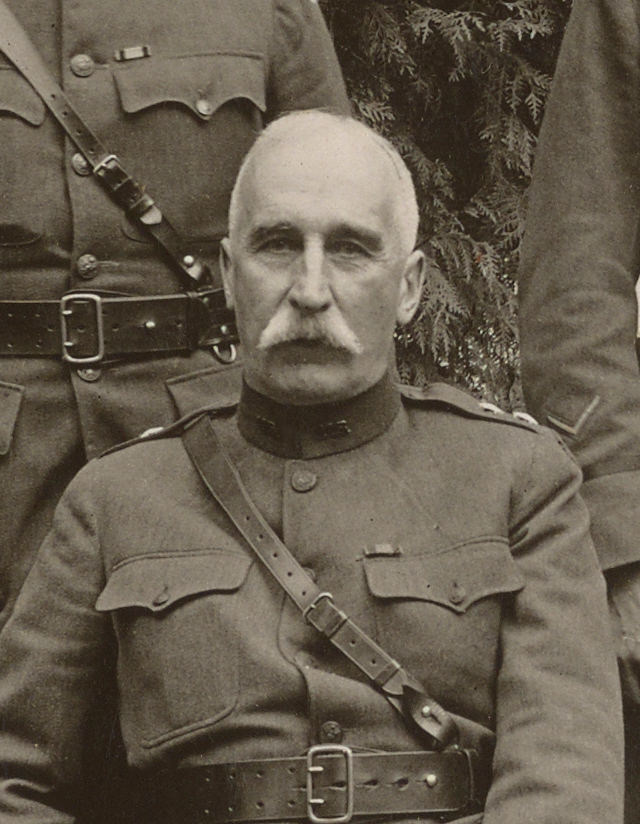
Charles Gould Morton (1918)

Charles Gould Morton (* 15. Januar 1861 in Cumberland, Cumberland County, Maine; † 18. Juli 1933 in San Francisco, Kalifornien) war ein Generalmajor der United States Army.
In den Jahren 1879 bis 1883 durchlief Charles Morton die United States Military Academy in West Point. Nach seiner Graduation wurde er als Leutnant der Infanterie zugeteilt. In der Armee durchlief er anschließend alle Offiziersränge bis zum Zwei-Sterne-General.
Im Lauf seiner militärischen Karriere absolvierte Morton verschiedene Kurse und Schulungen. Dazu gehörte unter anderem das United States Army War College im Jahr 1905. In seinen jüngeren Jahren absolvierte er den für Offiziere in den niederen Rangstufen üblichen Dienst in verschiedenen Einheiten und Standorten. Im weiteren Verlauf seiner Laufbahn kommandierte er Einheiten auf fast allen militärischen Ebenen. Zwischenzeitlich wurde er auch als Stabsoffizier eingesetzt. In seinen ersten Jahren war er unter anderem im Westen der Vereinigten Staaten im Grenzgebiet zum Indianerland stationiert. Er wirkte auch als Dozent für Militärwirtschaft am Florida Agricultural College.
Morton nahm am Spanisch-Amerikanischen Krieg teil und war später auf den Philippinen stationiert. Er diente in verschiedenen Einheiten als Inspector General und er war Ausbildungsoffizier bei Einheiten der Nationalgarde (1912). Später war er am gerade erst eröffneten Panamakanal stationiert. In den Jahren 1916 bis 1917 war er während des Grenzkonflikts mit Mexiko in Texas an der dortigen Grenze eingesetzt.
Während des Ersten Weltkriegs gehörte Morton den American Expeditionary Forces an. Dabei erhielt er das Kommando über die 29. Infanteriedivision, mit der er an einigen Kampfhandlungen teilnahm. Dieses Kommando hatte er von 1917 bis 1919 inne. Danach kommandierte er bis 1921 das Hawaiian Department, ehe er bis 1922 Stabsoffizier im Kriegsministerium wurde. Danach übernahm er das Kommando über die 9. Korps Area, das er bis Januar 1925 behielt. Anschließend ging Charles Morton in den Ruhestand.
Er starb am 18. Juli 1933 in San Francisco und wurde auf dem Nationalfriedhof Arlington beigesetzt.

## Orden und Auszeichnungen
Charles Morton erhielt im Lauf seiner militärischen Laufbahn unter anderem folgende Auszeichnungen:
- Army Distinguished Service Medal
- Croix de Guerre (Frankreich)
- Orden der Ehrenlegion